# フォックス・プラザ

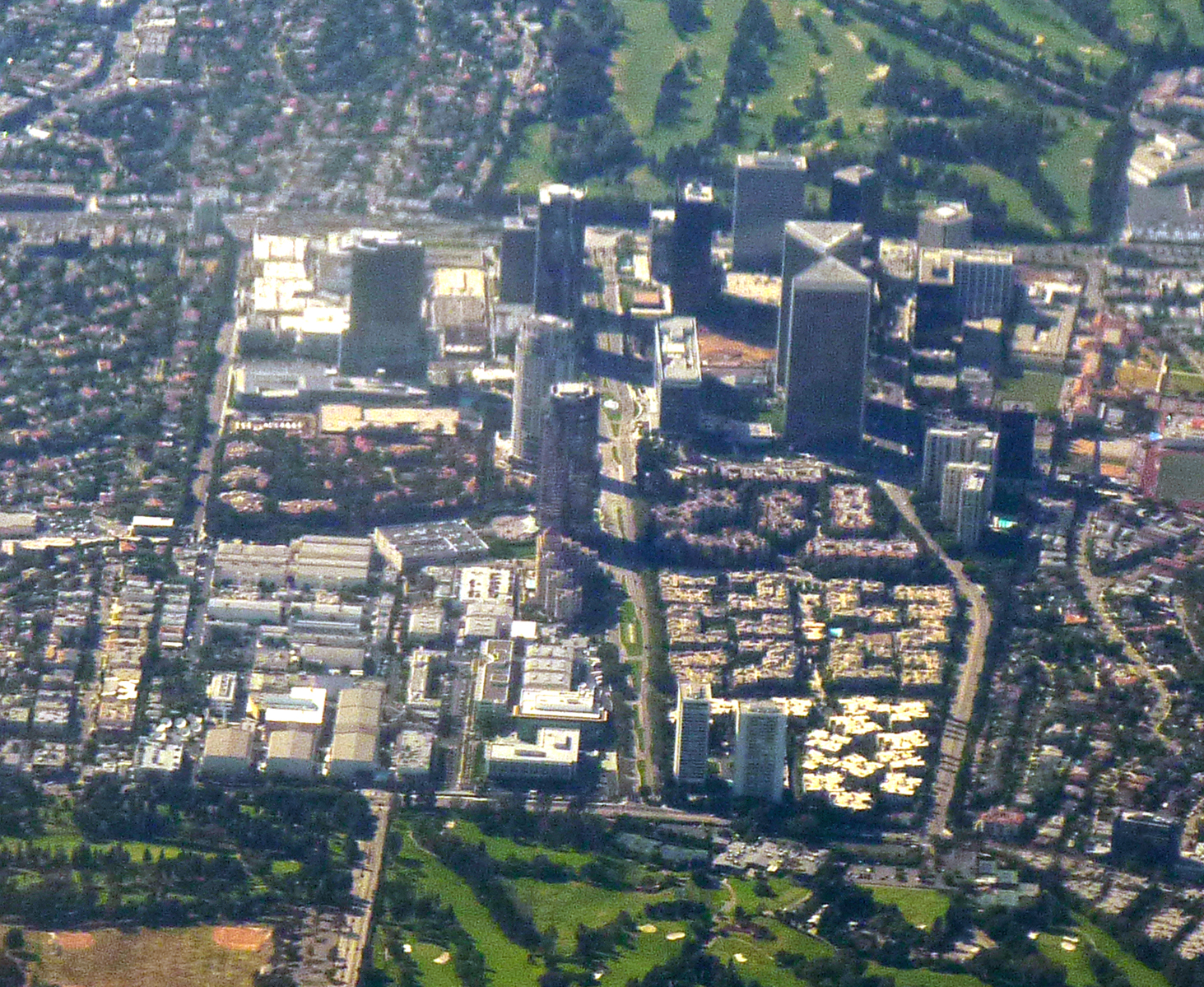
上空から見たセンチュリー・シティ.

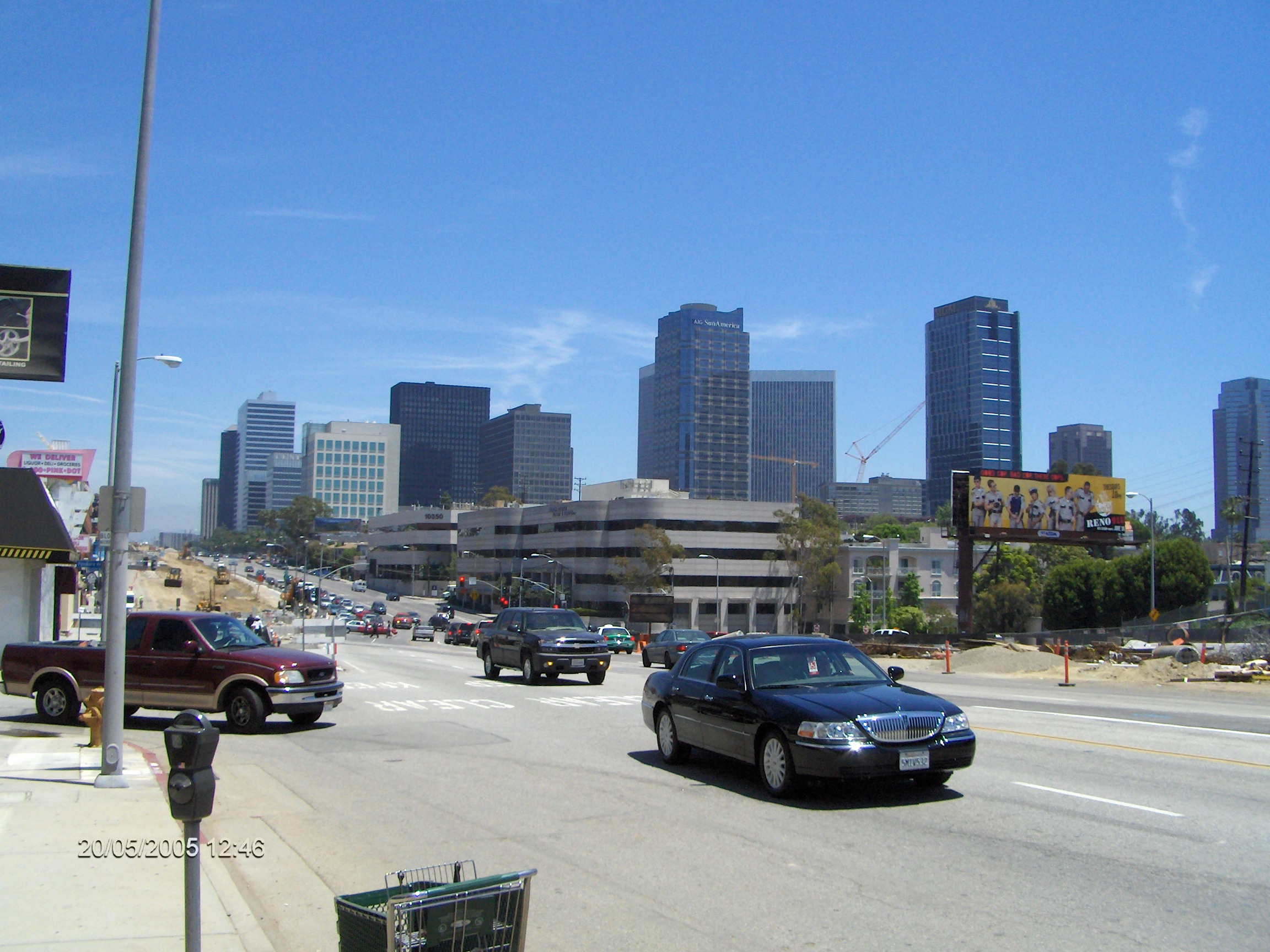
サンタモニカ大通りから見たセンチュリー・シティのスカイライン

フォックス・プラザ(Fox Plaza)は、アメリカ合衆国・ロサンゼルスのセンチュリー・シティにある超高層ビル。かつて映画会社の20世紀スタジオの本社が置かれていた。現在は所在地の2121 アベニュー オブ ザ スターズの名で呼ばれる。

## 概要
ロサンゼルスのウエスト・サイド地区の20世紀フォックスのスタジオやバックロット跡地を再開発したオフィス街「センチュリー・シティ」に1987年に完成した。高さは150m、34階建て。34階のフロア全てに、元大統領のロナルド・レーガンのオフィスがあった。
設計はトランスアメリカ・ピラミッドなどで有名なウイリアム・ペレイラやスコット・ジョンソン(Scott Johnson)。このフォックス・プラザが、ウイリアム・ペレイラの最後の作品となった。
周囲には、ニューヨーク世界貿易センタービルの設計で知られる日系二世の建築家・ミノル・ヤマサキの設計したセンチュリー・プラザ・タワーズやセンチュリー・プラザ・ホテルのビル群がある。

## 舞台にした作品
センチュリー・シティは、映画や音楽・放送業界の事務所が集まり、町並みが多くの映画やテレビ番組に使われているが、下記のようにハリウッド映画で使用されたことで有名である。

### 映画
- 映画「ダイ・ハード」では、このフォックス・プラザは架空の日本企業ナカトミ商事のビル「ナカトミ・プラザ」として登場した。
- 映画「ファイト・クラブ」でも登場した。
- 映画「スピード」では、フォックス・プラザのロビーが映画の冒頭で出てくる。